# Elena Dementieva
Elena Dementieva (n. 15 octombrie 1981, Moscova, RSFS Rusă, URSS) este o jucătoare de tenis rusă, medaliată olimpică. A participat la 3 ediții ale Jocurilor Olimpice (2000, 2004, 2008) în care a câștigat o medalie de aur și o medalie de argint.